# Махмуд Шевкет-паша
Махмуд Шевкет-паша (тур. Mahmud Şevket Paşa; 1856, Багдад, Османська імперія — 11 червня 1913, Стамбул, Османська імперія) — османський генерал і державний діяч, великий візир Османської імперії у 1913 році. За походженням — іракський араб та грузин; деякі джерела вказують на його черкеське або чеченське походження. Народився у Багдаді, де отримав початкову освіту, після чого поступив до Військової академії (тур. Mekteb-i Harbiye) в Стамбулі. До армії вступив у 1882 році, отримавши звання лейтенанта. Провів певний час у Франції, вивчаючи військову техніку; згодом служив на Криті. Після того він став викладачем у Військовій академії, де навчався.
Махмуд працював під командуванням Кольмара фон дер Гольца (Гольц-паші), разом з яким робив поїздки до Німеччини у складі комісії із закупок озброєння і який високо цінував молодого підлеглого. 1905 року був призначений губернатором Косово. У 1908 році очолив 3-тю армію, яка дислокувалася в Салоніках. 1909 року Шевкет-паша став на чолі «Армії дії» (тур. Hareket Ordusu) — військового угруповання молодотурків, яке в ході інциденту 31 березня придушило заколот в країні та взяло Стамбул, внаслідок чого був усунений від влади султан Абдул-Гамід II. «Армія дії» була утворена в основному на базі 3-ї армії, яка перебувала під командуванням Шевкет-паші.
У 1910 році Махмуд Шевкет-паша обійняв посаду військового міністра. Під час перебування на цій посаді він неодноразово придушував повстання, зокрема і в Албанії. 9 липня 1912 року внаслідок поразки Османської імперії його було знято з посади, а 22 липня відправлено у відставку весь уряд, до влади прийшли ліберальні сили.
Після поразки імперії в Першій Балканській війні уряд лібералів під керівництвом Мехмеда Каміль-паші було повалено, а молодотурки повернули собі владу. 23 січня 1913 року Шевкет-паша був призначений великим візиром і одночасно військовим міністром та міністром закордонних справ. Новий великий візир став найвпливовішою людиною в країні, оскільки султан мав лише номінальну владу. Шевкет-паша намагався проводити військові реформи на своїх посадах. Зокрема, він створив військову авіацію Османської імперії.
11 червня 1913, попри всі заходи безпеки, які вжив у Стамбулі начальник військового гарнізону Ахмед Джемаль-паша, великий візир Махмуд Шевкет-паша був убитий турецьким офіцером, родичем загиблого під час повалення ліберального уряду взимку 1913 року Назім-паші.